# Minor (matris)

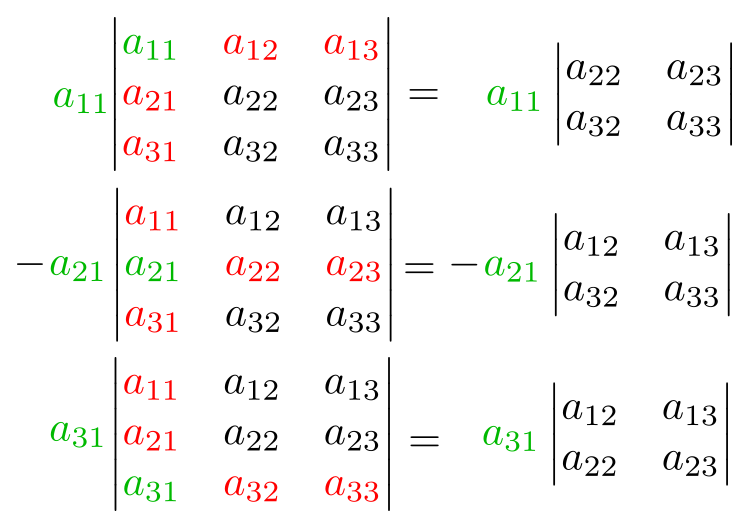
Laplaceutveckling (uppdelning i skalärer och minorer för en determinant A) längs kolumn 1. Färgade rader och kolumner stryks för att bilda minorerna. Determinantens värde är de tre termernas summa

Inom linjär algebra, är en minor av en matris A determinanten till någon mindre kvadratisk matris, bildad från A genom att en eller flera av dess rader och kolumner avlägsnats. Minorer som erhållits genom avlägsnandet av precis en rad och en kolumn från kvadratiska matriser (förstaminorer) är nödvändiga för att beräkna kofaktormatriser, vilka i sin tur är användbara för att beräkna determinanten respektive inversen till kvadratiska matriser.

## Definition
Om A är en kvadratisk matris,  är en minor för raden i och kolumnen j (också kallad (i, j) minoren, eller en förstaminor) determinanten till undermatrisen bildad genom att rad i och kolumn j avlägsnats från A. Detta tal betecknas ofta Mi,j. Kofaktorn (i, j) bildas genom att multiplicera minoren med {\displaystyle (-1)^{i+j}}.
För en illustration av dessa definitioner, utgå från 3×3 matrisen
{\displaystyle {\begin{bmatrix}\,\,\,1&4&7\\\,\,\,3&0&5\\-1&9&\!11\\\end{bmatrix}}}
För att beräkna minoren M2,3 och kofaktorn C2,3, söker vi determinanten till matrisen med rad 2 och kolumn 3 borttagna:
{\displaystyle M_{2,3}=\det {\begin{bmatrix}\,\,1&4&\Box \,\\\,\Box &\Box &\Box \,\\-1&9&\Box \,\\\end{bmatrix}}=\det {\begin{bmatrix}\,\,\,1&4\,\\-1&9\,\\\end{bmatrix}}=(9-(-4))=13}
Alltså är kofaktorn för positionen (2, 3) 
{\displaystyle \ C_{2,3}=(-1)^{2+3}(M_{2,3})=-13.}